# Бездрабко, Михаил Михайлович
Михаил Михайлович Бездрабко — советский хозяйственный, государственный и политический деятель, Герой Социалистического Труда.

## Биография
Родился в 1910 году в Ахтырском районе. Член КПСС.
С 1929 года — на хозяйственной, общественной и политической работе. В 1929—1971 гг. — колхозник, бригадир комплексной бригады, глава правления колхоза «Новая жизнь» Ахтырского района, участник Великой Отечественной войны, полевод, заместитель председателя колхоза, бригадир комплексной бригады колхоза «Красная Заря» Ахтырского района Сумской области Украинской ССР.
Указом Президиума Верховного Совета СССР от 23 июня 1966 года присвоено звание Героя Социалистического Труда с вручением ордена Ленина и золотой медали «Серп и Молот».
Умер в Ахтырке в 1990 году.